# Jacques François Gallay

Jacques-François Gallay

Jacques-François Gallay (* 8. Dezember 1795 in Perpignan; † 18. Oktober 1864 in Paris) war ein französischer Hornist und Komponist.

## Leben und Wirken
Gallay erhielt im Alter von 10 Jahren ersten Hornunterricht von seinem Vater. Dank seiner Begabung machte er bereits vier Jahre später, im Theater von Perpignan sein Debüt als Hornsolist in François Deviennes Oper Les Visitandines. Das ihm vom Vater lange verwehrte Studium, konnte er erst 1820 am Pariser Konservatorium bei Louis François Dauprat aufnehmen und bereits nach einem Jahr mit einem Premier Prix abschließen. Danach wurde er Mitglied verschiedener Pariser Orchester, unter anderem in der königlichen Kapelle. 1833 wurde er Nachfolger von Dauprat als Professor für Horn (Naturhorn) am Konservatorium und hatte diese Stelle bis 1864 inne.
Gallays kompositorisches Schaffen ist recht umfangreich. Zu seinen didaktischen Werken gehören zahlreiche Etüden als auch eine Hornschule mit dem Titel Méthode complète pour le cor. Er komponierte zahlreiche kammermusikalische Werke und zwei Hornkonzerte und ein Rondo pastoral für Horn und Orchester.